# Afeganistão nos Jogos Olímpicos de Verão de 1956
O Afeganistão participou dos Jogos Olímpicos de Verão de 1956 em Melbourne, na Austrália. Nesta edição, o país competiu em apenas um esporte: o hóquei sobre a grama.

## Desempenho

### Hóquei sobre a grama(12 atletas)
Masculino
| Equipe | Fase de grupos                                                | Fase de grupos | Semifinal              | Final                  | Classificação final |
| Equipe | Adversário e resultado                                        | Posição        | Adversário e resultado | Adversário e resultado | Classificação final |
| --- | ------------------------------------------------------------- | -------------- | ---------------------- | ---------------------- | ------------------- |
| - Abdul Kadir Nuristani - Ahmad Shah Abouwi - Bakhteyar Gulam Mangal - Din Mohammad Nuristani - Ghazi Salah-ud-Din - Jahan Gulam Nuristani - Khan Nasrullah Totakhail - Mohammad Amin Nuristani - Mohammad Anis Sherzai - Najam Yahya - Noor Ullah Nuristani - Ramazan Nuristani | IND Índia D 0-14 SIN Singapura D 0-5 USA Estados Unidos V 5-1 | 3º (Grupo A)   | Não avançou            | Não avançou            | —                   |